# Oradour-Fanais
Oradour-Fanais ist eine französische Gemeinde mit 341 Einwohnern (Stand: 1. Januar 2022) im Département Charente in der Region Nouvelle-Aquitaine (vor 2016 Poitou-Charentes); sie gehört zum Arrondissement Confolens und zum Kanton Charente-Vienne. Die Einwohner werden Radounaux genannt.

## Geographie
Oradour-Fanais liegt etwa 55 Kilometer nordöstlich von Angoulême und wird umgeben von den Nachbargemeinden Asnières-sur-Blour im Norden, Gajoubert im Osten, Val d’Issoire im Südosten, Brillac im Süden sowie Abzac im Westen.

## Bevölkerungsentwicklung
| Jahr                       | 1962 | 1968 | 1975 | 1982 | 1990 | 1999 | 2006 | 2019 |
| Einwohner                  | 554  | 475  | 407  | 375  | 340  | 342  | 361  | 403  |
| Quellen: Cassini und INSEE |      |      |      |      |      |      |      |      |

## Sehenswürdigkeiten
- Kirche Saint-Martin aus dem 10./11. Jahrhundert, Monument historique seit 1921

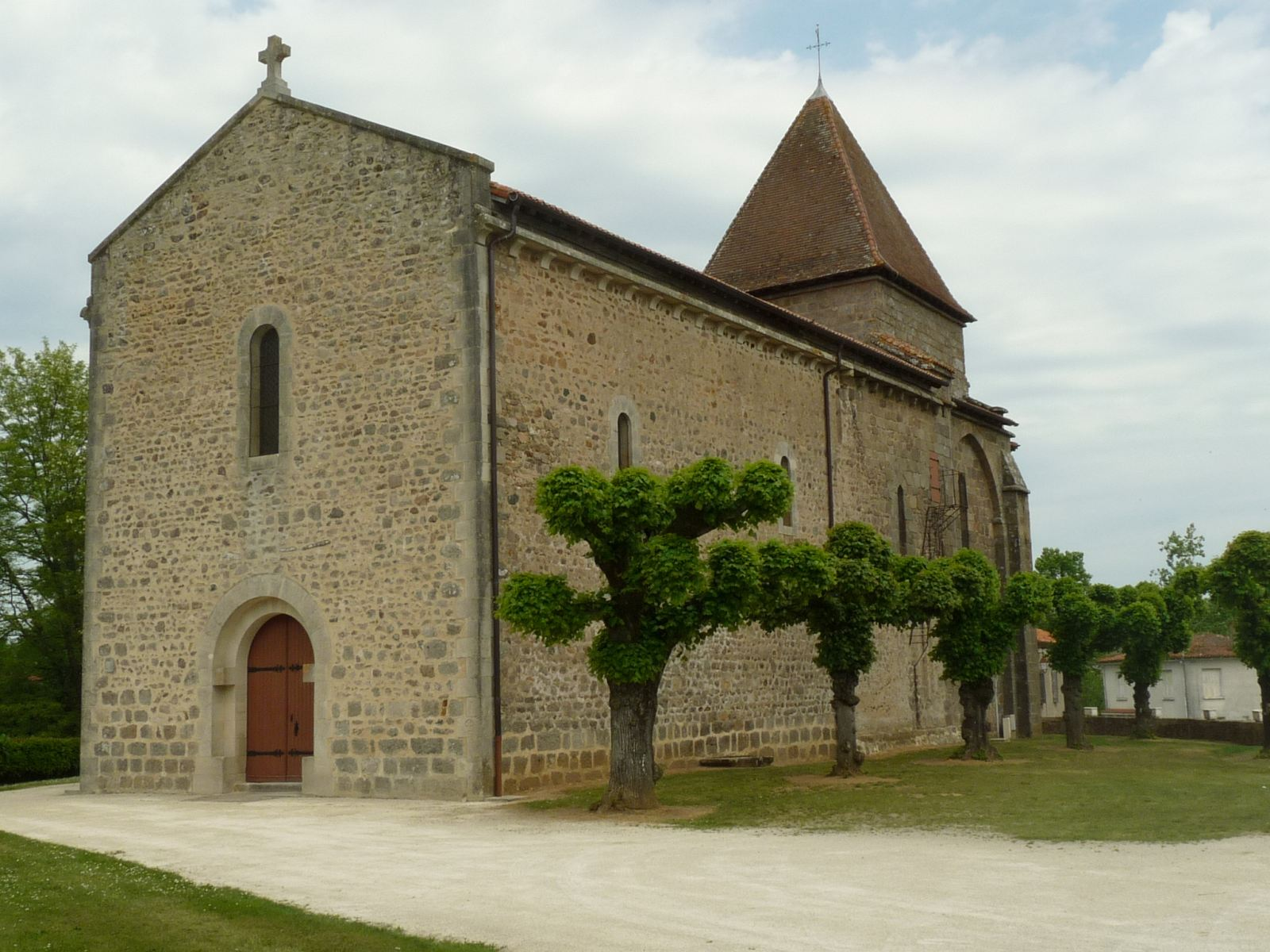
Kirche Saint-Martin